# Aphanistes wadai
Aphanistes wadai är en stekelart som beskrevs av Tohru Uchida 1958. Aphanistes wadai ingår i släktet Aphanistes och familjen brokparasitsteklar. Inga underarter finns listade i Catalogue of Life.